# Ayerim Flores Rivas
Ayerim Yesenia (Ayerim) Flores Rivas is een Venezolaans diplomate. Sinds januari 2020 is zij de ambassadrice van Venezuela in Suriname.

## Biografie
Flores diende als consul in New York en keerde op 26 januari 2019 terug in eigen land nadat president Nicolás Maduro haar en twee andere consuls had teruggeroepen vanwege de verslechterde relatie tussen Venezuela en de Verenigde Staten.
Eind 2019 vertrok ze naar Suriname en overhandigde haar geloofsbrieven op 17 december 2019 aan BuZa-minister Yldiz Pollack-Beighle en op 6 januari 2020 aan president Desi Bouterse. Ze benadrukte de "uitstekende" relatie tussen beide landen, die mede geconsolideerd werd door haar voorganger Olga Díaz Mártinez op deze post.